# Cazorla
Cazorla es una localidad y municipio español situado en la parte septentrional de la comarca de Sierra de Cazorla, en la provincia de Jaén. Limita con los municipios jienenses de Santiago-Pontones, La Iruela, Chilluévar, Santo Tomé, Úbeda, Torreperogil, Peal de Becerro y Quesada; y con el municipio granadino de Castril. Por su término discurren los ríos Guadalquivir, Guadalentín y Cerezuelo (o de la Vega).
Cuenta con una población de 7012 habitantes (INE 2024).
El municipio cazorleño comprende los núcleos de población de Cazorla —capital municipal, comarcal y sede de un partido judicial propio—, El Molar, Vadillo Castril, Valdecazorla, La Ribera, El Valle, Los Peralejos, Puente de la Cerrada, El Almicerán, Nava de San Pedro y Casas de Estepa.

## Historia
Alrededor del 2000 a. C., en las terrazas más antiguas del río Cerezuelo de Cazorla, se establecen los primeros poblados estables. Cerca de aquí, en un cerro conocido como la Loma del Bellotón, se ubica un pequeño poblado de la cultura del Bronce (1500 a. C.). La cultura íbera se desarrolló de manera importante en estas tierras.
Durante la romanización, los romanos se asentaron en esta región, conocida como “Saltus Tugiensis”, nombraron sus sierras como “Mons Argentarius”, por las riquezas de plata y sal que encontraron aquí. La presencia romana es muy amplia en la comarca e, incluso, se han encontrado algunos restos importantes dentro del mismo casco urbano de la actual Cazorla.
Durante el periodo musulmán, tanto Cazorla como las localidades vecinas se van a fortificar, como indican los restos arqueológicos encontrados.
El Señorío de Cazorla fue durante la Edad Media un enclave fronterizo de gran importancia. Testimonio de ello es la tupida red de castillos y fortalezas que delimitaron el Adelantamiento creado en 1231, con la donación de la villa de Quesada y sus aldeas por Fernando III el Santo al prelado de Toledo.
En 1518 el cardenal de Croy entregó el señorío al flamenco Charles de Lannoy, quien a su vez lo revendió a su antiguo señor, García de Villarroel, a cambio de 1500 ducados. En agosto de 1520 la población del feudo se sublevó contra Villarroel, que debió refugiarse en la fortaleza de la villa. Finalmente, el marqués de Móndejar pudo restablecer la calma, aunque no fueron las últimas dificultades que el adelantado tuvo que enfrentar con sus vasallos. El 10 de enero de 1521 la rebelde Santa Junta comunera decidió suspenderlo en sus funciones, aunque obviamente, al no ser expedida la orden por un gobierno legal, nadie la tuvo en cuenta.
En los siglos XVII y XVIII se originaron pleitos entre la Corona y la Mitra por cuestiones de jurisdicción, fueros y rentas que empobrecieron el Señorío. En 1811, las Cortes de Cádiz abolieron la jurisdicción civil de la Mitra Toledana sobre estas tierras, aunque no ocurriría lo mismo con la eclesiástica. Cazorla y las demás villas y aldeas del Adelantamiento seguirían dependientes del arzobispado de Toledo hasta 1954.
Durante la Guerra de la Independencia, los vecinos de esta comarca se distinguieron por su patriotismo, luchando heroicamente contra el invasor. Restos de la crudeza del momento, son las ruinas de la iglesia mayor de Santa María, que fue destruida y nunca se terminó por completo debido al invasor. Como premio a tan altos servicios, las Cortes Generales de Cádiz concedieron el día 1 de abril de 1813 a la Villa de Cazorla, el título de Ciudad, con la distinción de "Muy Noble y muy Leal". Más tarde, Alfonso XII recompensó la fidelidad de Cazorla a la Corona, cuando las guerras carlistas, otorgando a su Ayuntamiento la categoría de Excelentísimo.

## Geografía
Es el municipio más grande y cabecera de la comarca de Sierra de Cazorla. Se encuentra en las faldas de la Sierra de Cazorla, en el valle del río Cerezuelo.

## Geografía humana

### Demografía
Cuenta con una población de 7012 habitantes (INE 2024).
| Gráfica de evolución demográfica de Cazorla entre 1842 y 2021 |
| |
| Población de derecho según los censos de población del INE. Población de hecho según los censos de población del INE.En 1857 disminuye el término del municipio porque independiza a Peal de Becerro y Santo Tomé. |

### Población por núcleos
Desglose de población según el Padrón Continuo por Unidad Poblacional del INE.
| Núcleos              | Habitantes (2014) | Varones | Mujeres |
| -------------------- | ----------------- | ------- | ------- |
| Casas de Estepa      | 9                 | 4       | 5       |
| Cazorla              | 7344              | 3531    | 3813    |
| El Almicerán         | 16                | 8       | 8       |
| El Molar             | 240               | 130     | 110     |
| El Valle             | 17                | 10      | 7       |
| La Ribera            | 33                | 17      | 16      |
| Los Peralejos        | 18                | 9       | 9       |
| Nava de San Pedro    | 5                 | 4       | 1       |
| Puente de la Cerrada | 29                | 16      | 13      |
| Vadillo Castril      | 62                | 34      | 28      |
| Valdecazorla         | 39                | 17      | 22      |

## Economía

### Evolución de la deuda viva municipal
El concepto de deuda viva contempla sólo las deudas con cajas y bancos relativas a créditos financieros, valores de renta fija y préstamos o créditos transferidos a terceros, excluyéndose, por tanto, la deuda comercial.
| Gráfica de evolución de la deuda viva del Ayuntamiento de Cazorla entre 2008 y 2024     |
|                                                                                         |
| Deuda viva del ayuntamiento, en miles de euros, según datos del Ministerio de Hacienda. |

La deuda viva municipal por habitante en 2014 ascendía a 876,65 €.

## Organización político-administrativa

### Elecciones municipales
| Elecciones municipales desde 1979          |      |      |      |      |      |      |      |      |      |      |      |      |
|                                            | 1979 | 1983 | 1987 | 1991 | 1995 | 1999 | 2003 | 2007 | 2011 | 2015 | 2019 | 2023 |
| PSOE                                       | 8    | 12   | 7    | 8    | 5    | 6    | 8    | 8    | 7    | 8    | 8    | 8    |
| AP/PP                                      | -    | 5    | 5    | 4    | 5    | 4    | 4    | 3    | 4    | 4    | 4    | 5    |
| PCE/IU                                     | 1    | 0    | 1    | 1    | 3    | 2    | 1    | 2    | 1    | 1    | 1    | 0    |
| Otros                                      | 0    | -    | -    | -    | 0    | 1    | -    | -    | 1    | -    | 0    | 0    |
| UCD                                        | 8    | -    | -    | -    | -    | -    | -    | -    | -    | -    | -    | -    |
| En negrilla el partido más votado.         |      |      |      |      |      |      |      |      |      |      |      |      |
| Fuente: Datos de las elecciones desde 1979 |      |      |      |      |      |      |      |      |      |      |      |      |

### Alcaldía
| Periodo   | Nombre                                                 | Partido |
| --------- | ------------------------------------------------------ | ------- |
| 1979-1983 | José Jorquera de La Hoz                                | PSOE    |
| 1983-1987 | José Jorquera de La Hoz                                | PSOE    |
| 1987-1991 | Francisco Navarrete Arriaga                            | PSOE    |
| 1991-1995 | Francisco Navarrete Arriaga                            | PSOE    |
| 1995-1999 | Francisco Navarrete Arriaga                            | PSOE    |
| 1999-2003 | Francisco Navarrete Arriaga 2002: José Luis Díaz Viñas | PSOE    |
| 2003-2007 | José Luis Díaz Viñas                                   | PSOE    |
| 2007-2011 | Antonio José Rodríguez Viñas                           | PSOE    |
| 2011-2015 | Antonio José Rodríguez Viñas                           | PSOE    |
| 2015-2019 | Antonio José Rodríguez Viñas                           | PSOE    |
| 2019-2023 | Antonio José Rodríguez Viñas                           | PSOE    |
| 2023-act. | José Luis Olivares Melero                              | PSOE    |

## Patrimonio

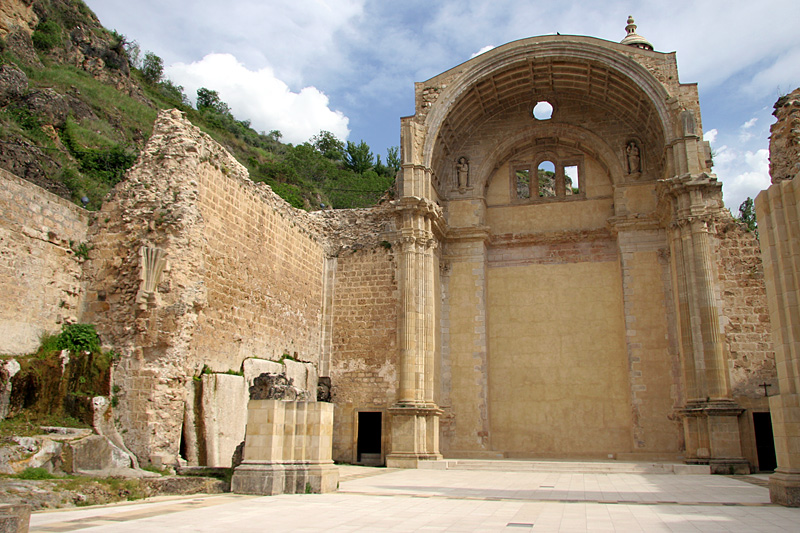
Ruinas de la iglesia de Santa María, en el casco urbano del municipio.

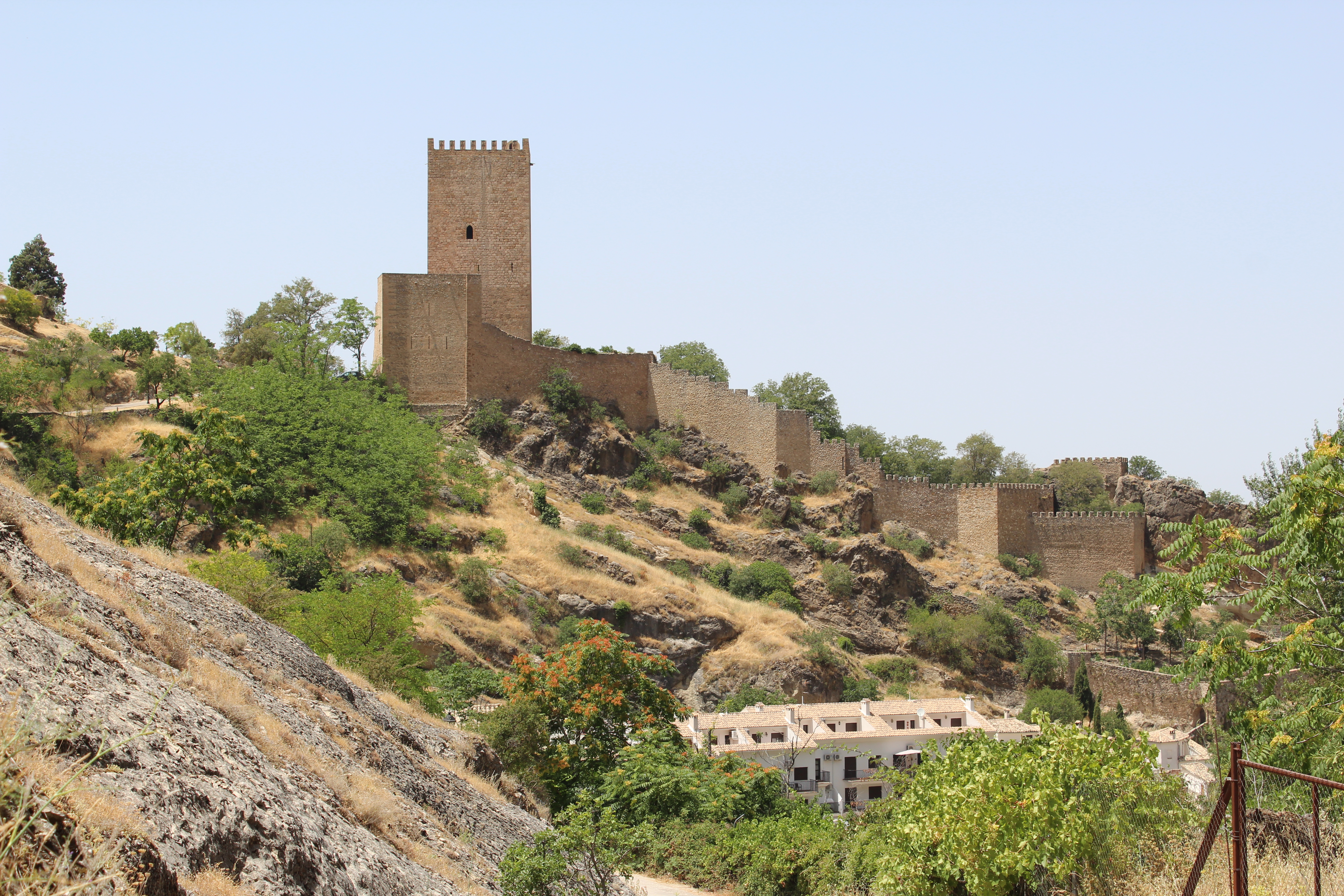
Vista del castillo de la Yedra.

- El Castillo de la Yedra: en el cerro de Salvatierra, de cimientos romanos y, sobre ellos, construcciones superpuestas árabes y cristianas de los siglos XIII al XV, con arquitectura de indudable influencia mudéjar. Esta fortaleza fue enriquecida por el arzobispo D. Pedro Tenorio que la cita en su testamento.[9] En buen estado de conservación, alberga en su interior el Museo de Artes y Costumbres Populares del Alto Guadalquivir. Este se encuentra dividido en dos secciones: la de Historia, situada en la torre del homenaje, y la de Artes y Costumbres, en un edificio anexo a la anterior.
- El Castillo de las Cinco Esquinas, coronando el Cerro de Salvatierra, de planta pentagonal.
- La Fuente de las Cadenas: Es un monumento emblemático de Cazorla. Fue construida hacia 1605 en homenaje a Felipe II. En estilo herreriano, la parte inferior presenta un relieve que muestra una cadena. Tiene tres caños. Remate con cornisa clásica. En el cuerpo central superior tiene un escudo e inscripción alusiva a Felipe II. A los lados hay dos escudos de Cazorla.[10]
- Las ruinas de la iglesia de Santa María de Gracia: Renacentista, del siglo XVI. Una nave, con capillas laterales. Crucero. El presbiterio está cubierto por una bóveda de medio cañón, con casetones. Queda una de las dos torres que tuvo, con bóveda vaída en la capilla de San Cristóbal. Bóveda de casetones sobre el ábside y altar mayor. Capilla de la sacristía con escalera de caracol. Se desconoce si fue subfragada por el arzobispado de Toledo o por los marqueses de Camarasa. Se cree que nunca fue terminada, en lo que pudo influir por la tormenta e inundación del 1694. Desde el siglo XX se usa como auditorio y hay celebraciones, como bodas civiles.[11]
- La Casa de las Cadenas.
- Ayuntamiento y Palacio de la Merced del siglo XVI.
- La Iglesia de Ntrª. Srª. la Virgen del Carmen, y su Torre octogonal.
- Convento de San Juan de la Penitenciaría, siglo XVI.
- Antiguas Casas Consistoriales.
- Iglesia de San Francisco, siglo XVII.
- Monasterio de Montesión.
- Palacio de la Vicaría, del siglo XVII.
- Ermita de la Virgen de la Cabeza.
- Ermita de San Isicio.
- Ermita de San Sebastián.
- Ermita de San Miguel Arcángel.
- Plaza de toros de Santa María. Construida en 1928. Tiene un aforo de 3500 espectadores.[12]

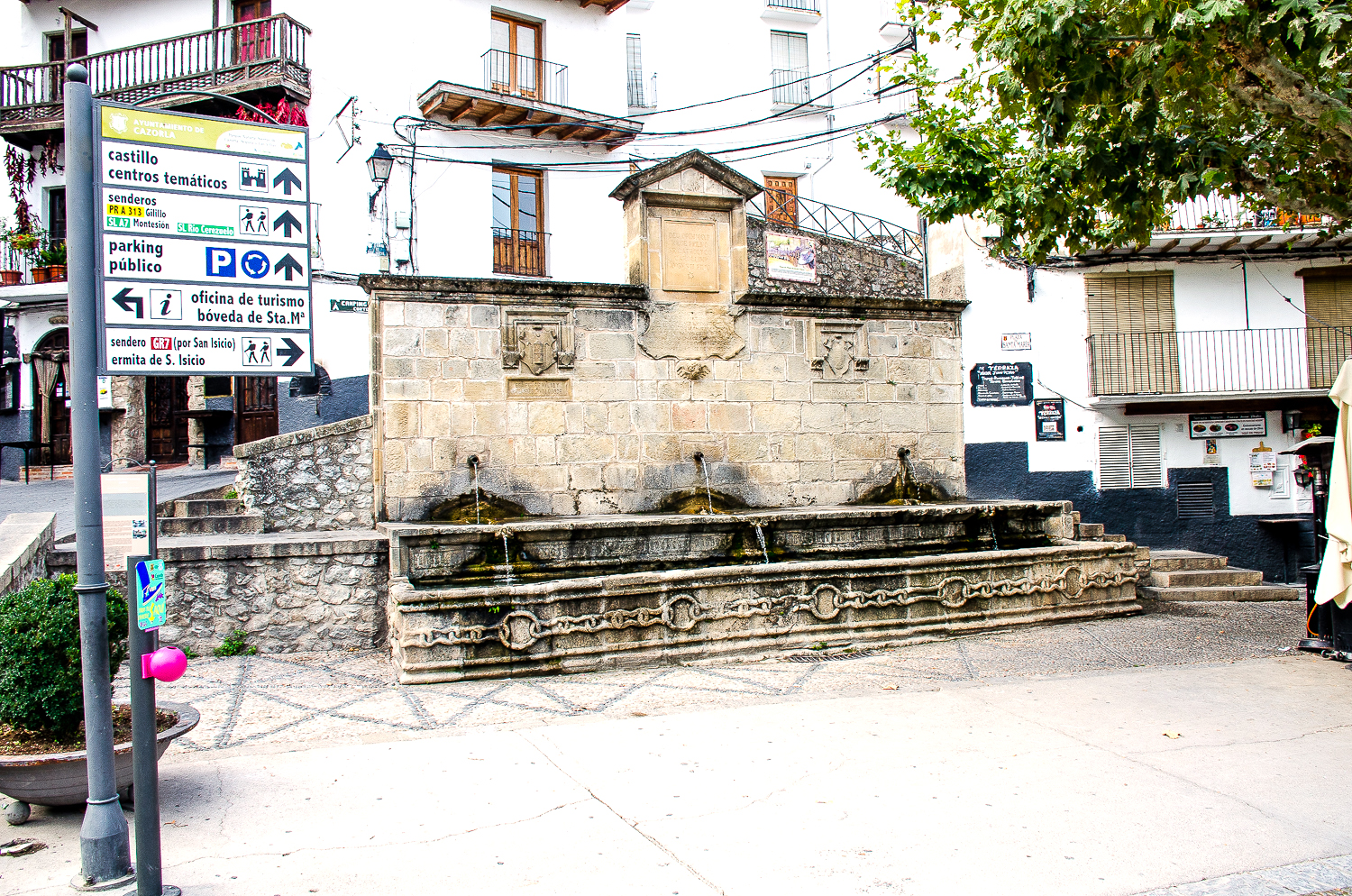
Fuente de las Cadenas.

## Cultura

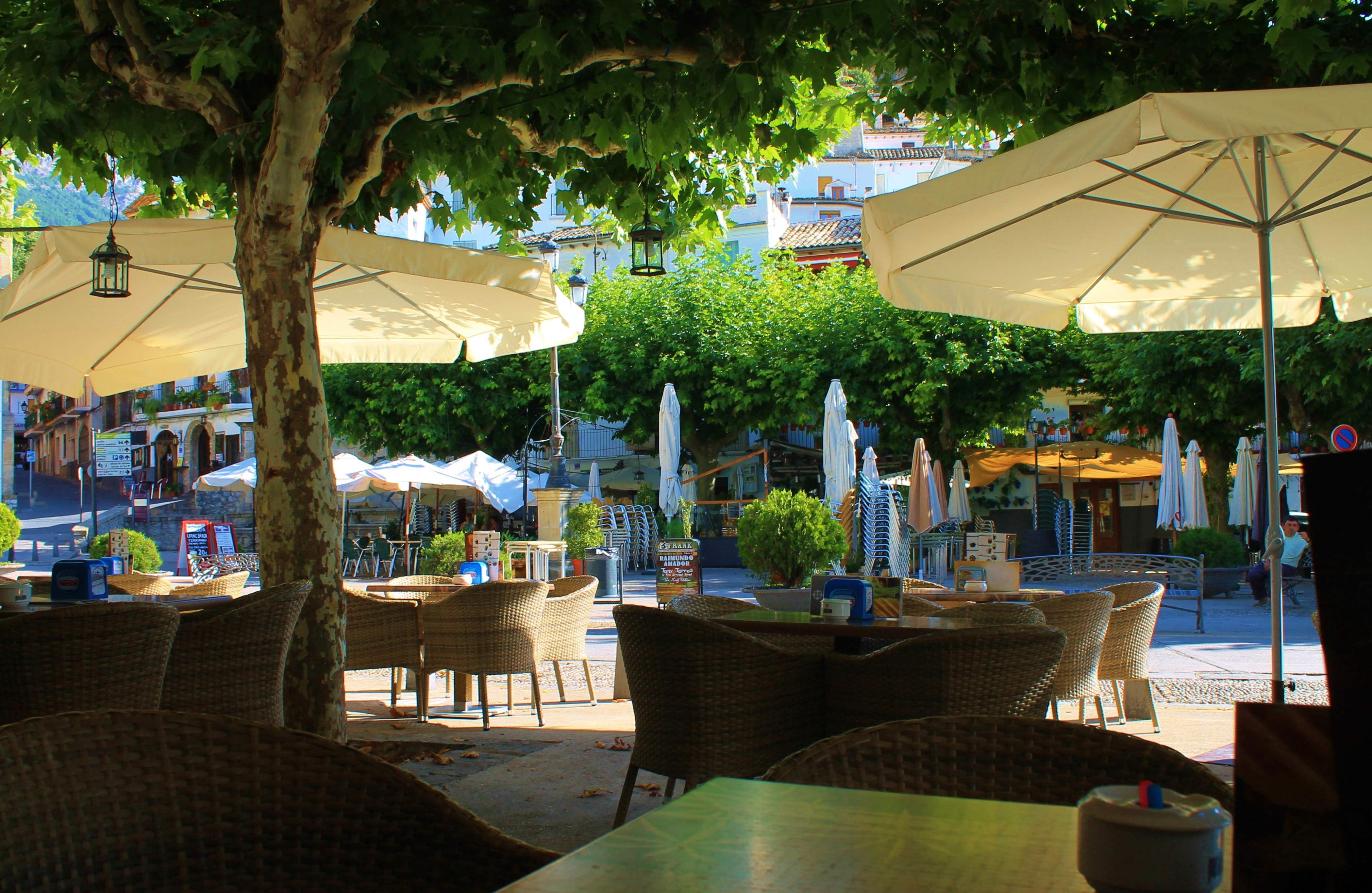
Zona de ocio en la Plaza Santa María.

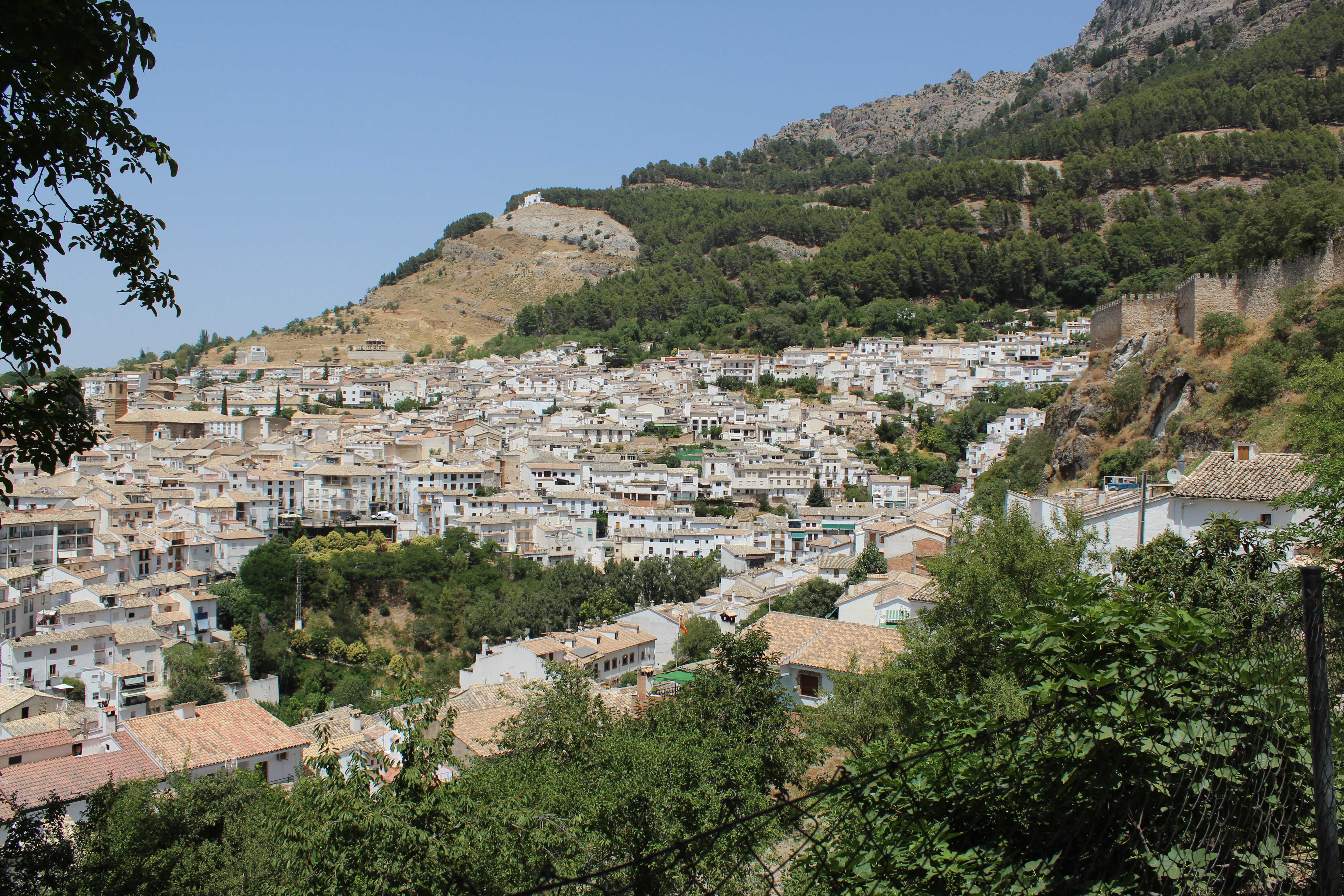
Vista general del municipio de Cazorla.

Desde 1994 se celebra el Festival Internacional de Blues Bluescazorla. El festival tiene lugar a principios del mes de julio y es uno de los más punteros del panorama nacional. Aunque comenzó con unas tímidas expectativas, ya han pasado por él más de cien bandas.
El Festival Internacional de Teatro de Cazorla, creado en 1996 por Carlos Cuadros, que fue su primer director, y que presenta desde entonces cada otoño a algunas de las compañías y obras más prestigiosas de España. Tiene lugar cada otoño, siendo sus escenarios el Teatro de la Merced y las propias calles cazorleñas. Tricicle, Núria Espert, La Fura dels Baus, Adolfo Marsillach o Jorge Sanz son algunos de los artistas que han pasado por el festival.
En 1996 se crea el grupo de teatro "Los Miércoles". Estrena con una obra de Federico García Lorca (La comedia sin título) adaptada por el colectivo de Los Miércoles. La dirección de la obra está a cargo de Juan Ginés Jara Úbeda. El montaje tiene una gran aceptación por parte del público y los medios de comunicación tanto locales como de la provincia. A partir de este éxito el grupo de Teatro "Los Miércoles" vienen realizando una rotación de actores y directores, y presentando una nueva obra cada 2 años aproximadamente. El nivel de dichas obras ha hecho que en varias ocasiones Los Miércoles hayan formado parte de las obras presentadas en el festival internacional de teatro de Cazorla (F.I.T. como se le conoce desde el año 2007).

### Gastronomía
Como platos típicos de Cazorla podemos destacar entre su gran diversidad La Gachamiga, que son migas de harina acompañados de pimientos secos y fritos, chorizo, morcilla y según la temporada, melón, cerezas, uvas y demás frutas de la zona. Talarines o Andrajos, que son finas tortas de masa de harina con agua y sal, se guisan con carne de liebre y conejo y níscalos, más conocidos en Cazorla como "guíscanos" y sin la falta del aroma de la hierbabuena. El Ajoarina es también un plato realizado a base de harina, ajos, pimientos, patatas, tomates, agua, sal y pimentón. El Rin-Ran, es un puré frío de patata, migas de bacalao, cebolla, pimientos rojos secos con aceitunas, comino y aceite de oliva virgen extra.
Los dulces típicos cazorleños son: arroz dulce, los enreos, el manjar blanco, gachas dulces.

### Leyendas de la ciudad y comarca
- La Tragantía

### Fiestas
- Semana Santa (marzo o abril)
- Romería de la Virgen de la Cabeza (último domingo de abril)
- Cristo del Valle (primer sábado de mayo)
- Romería de San Isicio (15 de mayo)
- Romería de Montesión (último domingo de septiembre)
- Feria y Fiestas en honor del Santísimo Cristo del Consuelo (del 14 al 18 de septiembre, siendo el día 17 fiesta local)
- Tradicional Entrada de los Borregos: cada domingo, antes del último domingo de abril, en honor a la Virgen de la Cabeza, se celebra la tradicional entrada de los borregos, desfile de ovejas adornadas con lazos de colores para ser ofrendadas a la Virgen y que serán subastadas en los días siguientes.
- La Semana Santa cuenta con los siguientes pasos procesionales:

Domingo de Ramos: Dulce Nombre (la Borriquilla). Martes Santo: Jesús Cautivo y María Santísima de la Trinidad. Miércoles Santo: Cristo del Amor en su Prendimiento y Virgen de la Salud. Jueves Santo: Oración en el Huerto y Virgen de la Esperanza. La Flagelación de Cristo. Viernes Santo: Nuestro Padre Jesús Nazareno. Cristo de la Buena Muerte, Santo Entierro y Soledad. Domingo de Resurrección: Resucitado y Virgen del Amor y Sacrificio. 
Imagineros más reconocidos que realizaron las imágenes son: Castillo Lastrucci, Jacinto Higueras, Francisco de Paula Gomara, Palma Burgos, Julio Pajares y Bartolomé Alvarado.

## Hermanamiento
- La Cenia (España)